# W. Chrystie Miller
W. Chrystie Miller est un acteur américain du cinéma muet, né à Dayton (Ohio) le 10 août 1843, mort à Staten Island (État de New York), le 23 septembre 1922.
Il a tourné environ 130 films à l'American Mutoscope and Biograph Company, sous la direction de David W. Griffith.

## Filmographie partielle
(tous les films sont de David W. Griffith)
- 1909 : The Red Man's View (en) : un Indien
- 1909 : In Little Italy : un homme au bar
- 1909 : Le Spéculateur en grains (A Corner in Wheat) : le père du fermier
- 1910 : Ramona : le prêtre
- 1910 : Dans les États limitrophes (In the Border States) : grand-père aux adieux
- 1911 : Sa confiance (His Trust) : un homme lors des adieux
- 1911 : La Télégraphiste de Lonedale (The Lonedale Operator) : le père du fermier
- 1912 : The Sunbeam (en) de D. W. Griffith : homme dans le couloir
- 1913 : Pendant la bataille (The Battle at Elderbush Gulch) : un colon
- 1913 : The Unwelcome Guest : le père
- 1914 : Judith de Béthulie (Judith of Bethulia) : un Béthulien